# Barry (Schiff, 1992)
Die Barry (Kennung: DDG-52) ist ein Lenkwaffenzerstörer der Arleigh-Burke-Klasse (Flight I) der United States Navy. Das Schiff ist nach John Barry benannt, der die Fregatte United States während des Quasi-Krieges gegen Frankreich kommandiert hat.

## Geschichte
Im September 1987 wurde der Auftrag über den Bau von DDG-52 erteilt. Im Februar 1990 wurde das Schiff als zweites ihrer Klasse auf Kiel gelegt, Bauwerft war Ingalls Shipbuilding. Im Mai 1991 lief der Zerstörer vom Stapel und wurde getauft.  Im Dezember 1992 konnte die John Barry in Dienst gestellt werden.
Bereits in den ersten Jahren konnte das Schiff mehrere Preise gewinnen – allein drei Mal bis 1998 den Battenberg Cup. 1996 operierte der Zerstörer mit der George Washington im Mittelmeer, wo die Kampfgruppe an der Operation Joint Endeavor teilnahm.
2003 beendete das Schiff eine Werftliegezeit in der Norfolk Naval Shipyard. 2005 fuhr sie im Krieg gegen den Terror neben der Harry S. Truman im Persischen Golf. Im Juli 2006 wurde die Barry eingesetzt, um bei der Evakuierung von amerikanischen Staatsbürger aus dem Libanon zu helfen. 2008 nahm sie an der Übung Sea Breeze im Schwarzen Meer teil. Am 23. Oktober legte die Barry im Schwarzmeerhafen der türkischen Stadt Samsun an. Von den lokalen Schleppern wurde der Zerstörer an die Pier bugsiert, als das Heck auf eine Sandbank lief und steckenblieb. Nachdem die Barry befreit wurde, untersuchten Taucher das Schiff, stellten aber keine Schäden fest.
Anfang 2011 verlegte die Barry an der Seite der Enterprise in europäische Gewässer und weiter in den Indischen Ozean, wo die Gruppe zur Freihaltung der Seewege eingesetzt wurde. Anfang März 2011 verließ der Zerstörer die Gruppe und verlegte durch den Sueskanal ins Mittelmeer, um die amerikanische Präsenz vor Libyen zu verstärken; ihr folgten die Keasarge und die Ponce. Am 19. März feuerte der Zerstörer im Rahmen der Operation Odyssey Dawn Marschflugkörper vom Typ BGM-109 Tomahawk auf libysche Ziele ab.